# Corymborkis veratrifolia
Corymborkis veratrifolia är en orkidéart som först beskrevs av Caspar Georg Carl Reinwardt, och fick sitt nu gällande namn av Carl Ludwig von Blume. Corymborkis veratrifolia ingår i släktet Corymborkis, och familjen orkidéer. Inga underarter finns listade i Catalogue of Life.